# Milano-Sanremo 1952
La Milano-Sanremo 1952, quarantatreesima edizione della corsa, fu disputata il 19 marzo 1952, per un percorso totale di 282 km. Fu vinta dall'italiano Loretto Petrucci, giunto al traguardo con il tempo di 7h22'07" alla media di 38,270 km/h davanti a Giuseppe Minardi e Serge Blusson.
I ciclisti che partirono da Milano furono 196; coloro che tagliarono il traguardo a Sanremo furono 115.

## Ordine d'arrivo (Top 10)
| Pos. | Corridore          | Squadra                | Tempo    |
| ---- | ------------------ | ---------------------- | -------- |
| 1    | Loretto Petrucci   | Bianchi-Pirelli        | 6h59'20" |
| 2    | Giuseppe Minardi   | Legnano                | s.t.     |
| 3    | Serge Blusson      | Stella-Huret           | s.t.     |
| 4    | Raphaël Géminiani  | Bianchi-Pirelli        | s.t.     |
| 5    | Rodolfo Falzoni    | Guerra-Ursus           | s.t.     |
| 6    | Vittorio Seghezzi  | Welter-Ursus           | s.t.     |
| 7    | Fritz Schaer       | Arbos-Pirelli          | s.t.     |
| 8    | Jean Robic         | Bottecchia             | s.t.     |
| 9    | Giovanni Pettinati | Benotto-Fiorelli-Salus | s.t.     |
| 10   | Rinaldo Moresco    | Arbos-Pirelli          | s.t.     |